# Viola striis-notata
Viola striis-notata är en violväxtart som först beskrevs av János Johannes Wagner, och fick sitt nu gällande namn av H. Merxmüller och W.Lippert. Viola striis-notata ingår i släktet violer, och familjen violväxter. Inga underarter finns listade i Catalogue of Life.